# Lourdes (Colombia)
Lourdes è un comune della Colombia facente parte del dipartimento di Norte de Santander.
L'abitato venne fondato da Raimundo Ordóñez Yáñez nel 1905.